# Harold Hotelling
Harold Hotelling   (Fulda, 29 de setembre de 1895 - Chapel Hill, 26 de desembre de 1973) va ser un estadístic I matemàtic nord-americà I un influent economista teòric conegut per la llei de Hotelling, el lema de Hotelling I la regla de Hotelling en economia així com per la distribució T quadrat de Hotelling en Estadística.
Va ser professor associat de Matemàtiques a Stanford University des de 1927 fins a 1931, membre del claustre de Columbia University del 1931 fins a 1946 I professor d'Estadística Matemàtica a la University of North Carolina a Chapel Hill des de 1946 fins a la seva mort.
El 1972 va rebre el North Carolina Award per les seves contribucions a la ciència.

## Aportacions científiques

### Estadística
Hotelling és conegut pels estadístics per la distribució T quadrat de Hotelling que és una generalització de la distribució t de Student en estadística multivariant i és emprada en proves d'hipòtesi i càlcul de regions de confiança. També va introduir l'anàlisi de correlació canònica.
Al principi de la seva carrera estadística Hotelling va estar sota la influència de R. A. Fisher i el seu llibre Statistical Methods for Research Workers (1928) que va tenir "importància revolucionària" en la seva pròpia opinió. Hotelling va ser capaç de mantenir contactes professionals amb Fisher, tot i les enrabiades i polèmiques d'aquest últim.
L'èmfasi de Fisher en la distribució mostral d'un estadístic va ser desenvolupada per Jerzy Neyman i Egon Pearson amb més precisió i aplicacions més àmplies com el mateix Hotelling va reconèixer.
Hotelling va ajudar els refugiats de l'antisemitisme i el nazisme europeu, donant la benvinguda a Henry Mann i Abraham Wald al seu grup de recerca en Columbia. Mentre era en el grup de Hotelling, Wald va desenvolupar l'anàlisi seqüencial i teoria de la decisió estadística, que Hotelling va descriure com "el pragmatisme en acció".
Als Estats Units, Harold Hotelling és conegut pel seu lideratge de la professió dels estadístics, en particular, per la seva visió d'un departament d'estadística en una universitat, i va convèncer a moltes universitats per començar a crear departaments d'estadística. Hotelling va ser reconegut pel seu lideratge en els departaments de la Universitat de Colúmbia i la Universitat de Carolina del Nord.

### Economia
Hotelling va tenir un lloc fonamental en el creixement de l'economia matemàtica i moltes àrees de recerca activa van ser influenciades pels seus treballs en economia. Mentre era a la Universitat de Washington, es va animar a derivar de la matemàtica pura cap a l'economia matemàtica influït pel famós matemàtic Eric Temple Bell i més tard a la Universitat de Colúmbia (on durant 1933-1934 va ser alumne del professor d'estadística Milton Friedman) en els anys 40. Hotelling al seu torn va encoratjar al jove Kenneth Arrow a emprar les matemàtiques i l'estadística aplicades a estudis actuarials cap a aplicacions més generals en la teoria econòmica general.

#### Economia espacial
Una de les contribucions més importants de Hotelling a l'economia va ser la seva concepció de la "economia espacial" exposada en un article seu de 1929. L'espai no era una barrera al moviment dels béns sinó més aviat un camp en el qual els competidors s'empenyien per estar més a prop dels seus clients.
Hotteling considera una situació en la qual hi ha dos venedors en els punts A i B en un segment lineal de mida l. Els compradors es distribueixen uniformement en aquest segment de línia i portar la mercaderia a casa seva té un cost c. Siguin p1 i p₂ els preus pagats per A i B. Imaginem que el segment de línia es divideix en 3 parts de mida a, x + y i b, on x + y és la mida del segment entre A i B, a una part de segment a l'esquerra de A i b la porció de segment a la dreta de B. Per tant, a + x + i + b = l. Atès que el producte que es ven és una mercaderia, el punt d'indiferència a la compra ve donat per p1 + cx = p₂ + cy.
Resolent per a x i y s'obté:
{\displaystyle x={\frac {1}{2}}\left(l-a-b+{\frac {p_{2}-p_{1}}{c}}\right)}
{\displaystyle y={\frac {1}{2}}\left(l-a-b+{\frac {p_{1}-p_{2}}{c}}\right)}
Siguin q1 i q₂ les quantitats pagades per A i B. El benefici del venedor és:
{\displaystyle \pi _{1}=p_{1}q_{1}=p_{1}\left(a+x\right)={\frac {1}{2}}\left(l+a-b\right)p_{1}-{\frac {p_{1}^{2}}{2c}}+{\frac {p_{1}p_{2}}{2c}}}
{\displaystyle \pi _{2}=p_{2}q_{2}=p_{2}\left(b+y\right)={\frac {1}{2}}\left(l-a+b\right)p_{2}-{\frac {p_{2}^{2}}{2c}}+{\frac {p_{1}p_{2}}{2c}}}
I imposant la condició de benefici màxim:
{\displaystyle {\frac {\partial \pi }{\partial p_{1}}}={\frac {1}{2}}\left(l+a-b\right)-{\frac {p_{1}}{c}}+{\frac {p_{2}}{2c}}=0}
{\displaystyle {\frac {\partial \pi }{\partial p_{2}}}={\frac {1}{2}}\left(l+a-b\right)-{\frac {p_{1}}{2c}}+{\frac {p_{2}}{c}}=0}
Hotteling obté l'equilibri econòmic i argumenta que aquest equilibri és estable tot i que els venedors poden tractar d'establir un càrtel de preus.

#### No convexitats
Hotelling va ser pioner en els estudis de la no convexitat en economia. En economia, la no convexitat es refereix a violacions dels supòsits de convexitat de l'economia primària. Els manuals d'economia bàsica es concentren en els consumidors amb preferències convexes i conjunts de pressupostos convexos i en els productors amb conjunts de producció convexos. Per als models convexes, el comportament econòmic pronosticat està ben definit. Quan es violen els supòsits de convexitat, moltes de les propietats dels mercats competitius no es mantenen. Per tant, la no convexitat està associada a les falles del mercat, on l'oferta i la demanda difereixen o on els equilibris de mercat poden ser ineficients.

#### Productors amb rendiments creixents a escala: preus per cost marginal
Als oligopolis (mercats dominats per uns pocs productors), especialment en els monopolis (mercats dominats per un sol productor), les no convexitats segueixen sent importants. La preocupació dels grans productors que exploten el poder de mercat va iniciar la literatura sobre els conjunts no convexos quan Piero Sraffa va escriure sobre les empreses amb rendiments creixents a escala el 1926, i tot seguit Hotelling va escriure sobre els preus de cost marginal el 1938. Tant Sraffa com Hotelling van descriure el poder sobre el mercat dels productors sense competidors, estimulant clarament una literatura sobre l'oferta de l'economia.

#### Consumidors amb preferències no convexes
Quan s'estableix la preferència del consumidor com a no convexa, llavors (per a alguns preus) la demanda del consumidor no està connectada; Una demanda desconnectada implica un comportament discontinu del consumidor tal com indica Hotelling.
Si les corbes d'indiferència per a les compres es considera que tenen un caràcter ondulatori, convexa a l'origen en algunes regions i còncava en altres, ens veiem obligats a concloure que només les parts convexes a l'origen es poden considerar d'alguna importància, ja que les altres són essencialment no observables. Es poden detectar només per les discontinuïtats que poden ocórrer en la demanda amb la variació en les relacions dels preus, el que porta a un salt brusc d'un punt de tangència. Però, mentre aquestes discontinuïtats poden revelar l'existència de discontinuïtats, mai no poden mesurar la seva profunditat. Les parts còncaves de les corbes d'indiferència i les seves generalitzacions en moltes dimensions, si existeixen, han de romandre per sempre en la foscor d'allò no mesurable.
Seguint les recerques pioneres de Hotelling sobre les no convexitats en l'economia, la investigació en economia ha trobat altres no convexitats en noves àrees. En aquestes àrees, la no convexitat està associada a les falles del mercat, on qualsevol equilibri no té per què ser eficient o on no hi ha equilibri entre l'oferta i la demanda. Conjunts no convexos sorgeixen també amb els béns ambientals (i altres externalitats), i amb les fallades del mercat, i l'economia pública. També es produeixen no convexitats a l'economia de la informació, i als mercats de valors (i altres mercats incomplets). Aquest tipus d'aplicacions continuen motivant els economistes per estudiar conjunts no convexos.

## Publicacions
- Hotelling, Harold «A general mathematical theory of depreciation». Journal of the American Statistical Association. Taylor and Francis, 20, 151, 9-1925, pàg. 340–353. DOI: 10.1080/01621459.1925.10503499.
- Hotelling, Harold «Differential equations subject to error, and population estimates». Journal of the American Statistical Association. Taylor and Francis, 22, 159, 9-1927, pàg. 283–314. DOI: 10.1080/01621459.1927.10502963.
- Hotelling, Harold «Statistical methods for research workers by R. A. Fisher». Journal of the American Statistical Association. Taylor and Francis via JSTOR, 22, 159, 9-1927, pàg. 411–412. DOI: 10.2307/2276824. JSTOR: 2276824. Harold Hotelling’s review of Fishers' Statistical methods for research workers.
- Hotelling, Harold; Working, Holbrook «Applications of the theory of error to the interpretation of trends». Journal of the American Statistical Association, special issue: Proceedings of the American Statistical Association. Taylor and Francis, 24, 165A, 3-1929, pàg. 73–85. DOI: 10.1080/01621459.1929.10506274.
- Hotelling, Harold «Stability in competition». The Economic Journal. Taylor and Francis, 39, 153, 3-1929, pàg. 41–57. DOI: 10.2307/2224214. JSTOR: 2224214.
- Hotelling, Harold «The economics of exhaustible resources». Journal of Political Economy. The University of Chicago Press via JSTOR, 39, 2, 4-1931, pàg. 137–175. DOI: 10.1086/254195. JSTOR: 1822328.
- Hotelling, Harold «The generalization of student's ratio». Annals of Mathematical Statistics. Institute of Mathematical Statistics, 2, 3, 1931, pàg. 360–378. DOI: 10.1214/aoms/1177732979.
- Hotelling, Harold «Edgeworth's taxation paradox and the nature of demand and supply functions». Journal of Political Economy. The University of Chicago Press via JSTOR, 40, 5, 10-1932, pàg. 577–616. DOI: 10.1086/254387. JSTOR: 1822600.
- Hotelling, Harold «Analysis of a complex of statistical variables into principal components». Journal of Educational Psychology. American Psychological Association, 24, 6, 9-1933, pàg. 417–441. DOI: 10.1037/h0071325.
- Hotelling, Harold «Note on Edgeworth's taxation phenomenon and Professor Garver's additional condition on demand functions». Econometrica. The Econometric Society via JSTOR, 1, 4, 10-1933, pàg. 408–409. DOI: 10.2307/1907332. JSTOR: 1907332.
- Hotelling, Harold «Demand functions with limited budgets». Econometrica. The Econometric Society via JSTOR, 3, 1, 1-1935, pàg. 66–78. DOI: 10.2307/1907346. JSTOR: 1907346.
- Hotelling, Harold «The most predictable criterion». Journal of Educational Psychology. American Psychological Association, 26, 2, 2-1935, pàg. 139–142. DOI: 10.1037/h0058165.
- Hotelling, Harold «Relation between two sets of variates». Biometrika. Oxford Journals, 28, 3–4, 12-1936, pàg. 321–377. DOI: 10.1093/biomet/28.3-4.321.
- Hotelling, Harold; Pabst, Margaret R. «Rank correlation and tests of significance involving no assumption of normality». Annals of Mathematical Statistics. Institute of Mathematical Statistics, 7, 1, 3-1936, pàg. 29–43. DOI: 10.1214/aoms/1177732543. JSTOR: 2957508.
- Hotelling, Harold «The general welfare in relation to problems of taxation and of railway and utility rates». Econometrica. The Econometric Society via JSTOR, 6, 3, 7-1938, pàg. 242–269. DOI: 10.2307/1907054. JSTOR: 1907054.
- Hotelling, Harold «The teaching of statistics». Annals of Mathematical Statistics. Institute of Mathematical Statistics, 11, 4, 12-1940, pàg. 457–470. DOI: 10.1214/aoms/1177731833.
- Hotelling, Harold «A generalized T-Test and measure of multivariate dispersion». Proceedings of the Second Berkeley Symposium on Mathematical Statistics and Probability. University of California Press, 1951, pàg. 23–41.
- Hotelling, Harold «The impact of R. A. Fisher on statistics». Journal of the American Statistical Association. Taylor and Francis, 46, 253, 3-1951, pàg. 35–46. DOI: 10.1080/01621459.1951.10500765.
- Hotelling, Harold «Golden oldies: classic articles from the world of statistics and probability: 'the teaching of statistics'». Annals of Mathematical Statistics. Institute of Mathematical Statistics, 3, 1, 1988, pàg. 63–71. DOI: 10.1214/ss/1177013001.
- Hotelling, Harold «Golden oldies: classic articles from the world of statistics and probability: 'the place of statistics in the university'». Annals of Mathematical Statistics. Institute of Mathematical Statistics, 3, 1, 1988, pàg. 72–83. DOI: 10.1214/ss/1177013002.

## Altres enllaços
Harold Hotelling a Mathematics Genealogy Project
American Statistical Association Harold Hotelling  Arxivat 2016-03-03 a Wayback Machine.